# Veikkausliiga 2018
La Veikkausliiga 2018 fue la edición número 88 de la Veikkausliiga. La temporada comenzó el 7 de abril y terminó el 27 de octubre. El HJK Helsinki es el actual campeón.

## Formato de competencia
Los doce equipos participantes jugarán entre sí todos contra todos tres veces totalizando 33 partidos cada uno, al término de la jornada 33 el primer clasificado obtendrá un cupo para la segunda ronda de la Liga de Campeones 2018-19, mientras que el segundo y tercer clasificado obtendrán un cupo para la primera ronda de la Liga Europea 2018-19; por otro lado el último clasificado descenderá a la Segunda División 2018, mientras que el penúltimo clasificado jugará el Play-off de relegación contra el subcampeón de la  Segunda División para determinar cual de los dos jugará en la Veikkausliiga 2018.
Un tercer cupo para la primera ronda de la Liga Europea 2018-19 será asignado al campeón de la Copa de Finlandia.

## Ascensos y descensos
| Pos. | Descendidos de la Veikkausliiga 2017 |
| ---- | ------------------------------------ |
| 11.º | HIFK                                 |
| 12.º | JJK                                  |

| Pos. | Ascendidos de la Ykkönen 2017 |
| ---- | ----------------------------- |
| 1.º  | TPS                           |
| 2.º  | Honka                         |

## Equipos participantes
| Equipo        | Ciudad    | Estadio                   | Capacidad |
| ------------- | --------- | ------------------------- | --------- |
| HJK           | Helsinki  | Telia 5G -areena          | 10.770    |
| Honka         | Tapiola   | Tapiolan Urheilupuisto    | 5.000     |
| Ilves         | Tampere   | Tammela Stadion           | 5.040     |
| Inter Turku   | Turku     | Veritas Stadion           | 9.300     |
| KuPS          | Kuopio    | Savon Sanomat Areena      | 5.000     |
| Lahti         | Lahti     | Lahden Stadion            | 14.500    |
| IFK Mariehamn | Mariehamn | Wiklöf Holding Arena      | 4.000     |
| PS Kemi       | Kemi      | Sauvosaaren Urheilupuisto | 4.500     |
| RoPS          | Rovaniemi | Rovaniemen keskuskenttä   | 4.000     |
| SJK           | Seinäjoki | OmaSP Stadion             | 6.000     |
| TPS           | Turku     | Veritas Stadion           | 9.300     |
| VPS           | Vaasa     | Hietalahti Stadion        | 6.000     |

## Tabla de posiciones
| Pos. | Equipo        | Pts. | PJ | G  | E  | P  | GF | GC | Dif. | Clasificación 2019–20                 |
| ---- | ------------- | ---- | -- | -- | -- | -- | -- | -- | ---- | ------------------------------------- |
| 1    | HJK (C)       | 78   | 33 | 24 | 6  | 3  | 61 | 19 | +42  | Primera ronda de la Liga de Campeones |
| 2    | RoPS          | 62   | 33 | 18 | 8  | 7  | 42 | 25 | +17  | Primera ronda de la Liga Europea      |
| 3    | KuPS          | 58   | 33 | 17 | 7  | 9  | 56 | 37 | +19  | Primera ronda de la Liga Europea      |
| 4    | Honka         | 58   | 33 | 15 | 13 | 5  | 51 | 33 | +18  |                                       |
| 5    | Ilves         | 49   | 33 | 14 | 7  | 12 | 45 | 41 | +4   |                                       |
| 6    | VPS           | 41   | 33 | 10 | 11 | 12 | 37 | 43 | −6   |                                       |
| 7    | Inter Turku   | 40   | 33 | 10 | 10 | 13 | 37 | 44 | −7   | Primera ronda de la Liga Europea      |
| 8    | Lahti         | 40   | 33 | 9  | 13 | 11 | 30 | 38 | −8   |                                       |
| 9    | SJK           | 32   | 33 | 8  | 8  | 17 | 42 | 47 | −5   |                                       |
| 10   | IFK Mariehamn | 31   | 33 | 8  | 7  | 18 | 37 | 59 | −22  |                                       |
| 11   | TPS           | 29   | 33 | 7  | 8  | 18 | 37 | 55 | −18  | Play-off de descenso                  |
| 12   | PS Kemi       | 24   | 33 | 6  | 6  | 21 | 29 | 59 | −30  | Descenso a Ykkönen 2019               |

Actualizado a los partidos jugados el 27 de octubre de 2018.
 Fuente: Soccerway
Notas:
1. ↑  Tras ganar la Copa de Finlandia el Inter Turku recibe un cupo para la primera ronda de la Liga Europea 2019-20.

## Playoffs de ascenso-descenso
- Participan en el playoff el undécimo clasificado en la Veikkausliiga, el TPS Turku, y el segundo clasificado en la Ykkönen, el KPV Kokkola.
| Equipo 1 | Agr.     | Equipo 2 | Ida | Vuelta |
| -------- | -------- | -------- | --- | ------ |
| KPV      | 1–1 (v.) | TPS      | 0–0 | 1–1    |

- KPV Kokkola asciende a la máxima categoría, TPS Turku desciende.

## Goleadores
Actualizado el 27 de octubre de 2018, Fuente: SoccerWay
| Pos. | Jugador              | Club          | Goles |
| ---- | -------------------- | ------------- | ----- |
| 1    | Klauss               | HJK           | 21    |
| 2    | Rasmus Karjalainen   | KuPS          | 17    |
| 3    | Macoumba Kandji      | Honka         | 16    |
| 4    | Borjas Martín        | Honka         | 12    |
| 4    | Petteri Pennanen     | KuPS          | 12    |
| 6    | Aleksei Kangaskolkka | IFK Mariehamn | 10    |
| 6    | Sebastian Strandvall | VPS           | 10    |
| 8    | Timo Furuholm        | Inter Turku   | 9     |
| 8    | Marius Noubissi      | Ilves         | 9     |
| 10   | Mika Ääritalo        | TPS           | 8     |

#### Tripleteso más
| Jugador            | Local         | Resultado | Visita        | Goles           | Fecha               | Jornada    |
| ------------------ | ------------- | --------- | ------------- | --------------- | ------------------- | ---------- |
| Patteri Pennanen   | IFK Mariehamn | 1 – 4     | KuPS          | 41' 52' 67' 86' | 25 de abril de 2018 | Jornada 5  |
| Rasmus Karjalainen | KuPS          | 5 – 1     | Inter Turku   | 15' 57' 60'     | 7 de mayo de 2018   | Jornada 7  |
| Benjamin Källman   | Inter Turku   | 3 – 0     | IFK Mariehamn | 6' 59' 86'      | 4 de agosto de 2018 | Jornada 22 |